# Polaroid (фотоаппараты производства СССР и России)

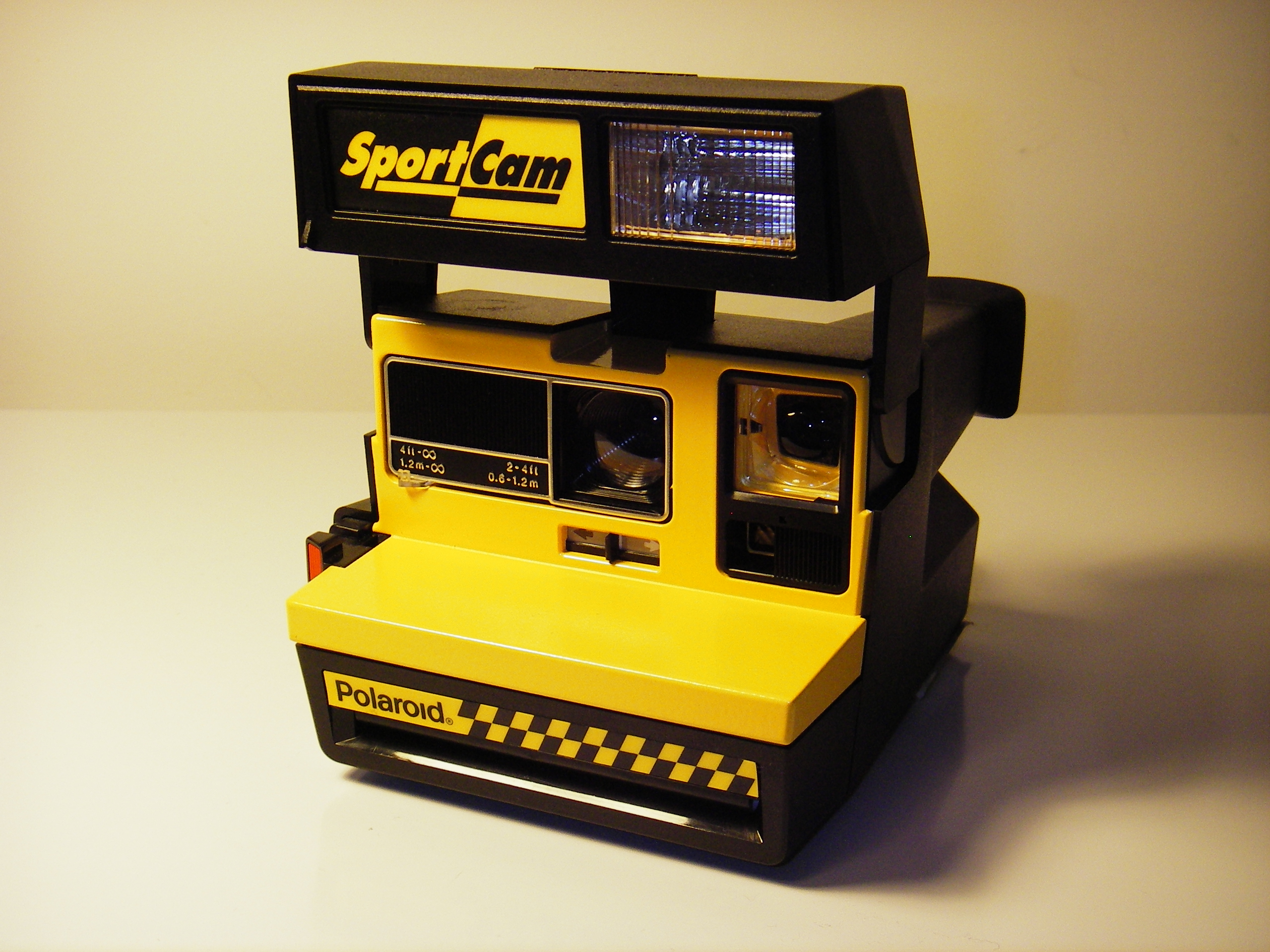
«Polaroid SportCam», аналогичен фотоаппарату «Polaroid Supercolor 635CL».
От модели «Polaroid 636 Closeup» отличается только угловатой формой корпуса.

«Polaróid Supercolor 635CL» и «Polaróid 636 Closeup» — фотоаппараты одноступенного фотопроцесса, выпускавшиеся по лицензии фирмы Polaroid (США) в СССР и в России на совместном предприятии «Светозор» (Москва) с 1989 по 1999 год.
Советско-американское предприятие, зарегистрированное в июле 1989 года, было сформировано по инициативе вице-президента АН СССР Евгения Велихова на основе производств Министерства Атомной энергетики и промышленности СССР. Комплектующие выпускались на оборонных предприятиях Советского Союза и Российской Федерации.
Фотоаппараты «Polaroid Supercolor 635CL» и «Polaroid 636 Closeup» конструктивных различий не имеют, отличаются только формой корпуса.
Фотоаппараты предназначены для широкого круга людей, простота в эксплуатации позволяет получать снимки, даже не зная теоретических основ фотографии.
Привлекательной чертой этих аппаратов является отсутствие необходимости лабораторной обработки фотоплёнки, фотопечати и работы с фотобумагой, а также возможность немедленно после съёмки получить готовую цветную фотографию.

## Технические характеристики
- Тип применяемого фотоматериала — светочувствительный фотоматериал одноступенного фотопроцесса 600-й серии «Polaroid 600 film» в специальных одноразовых кассетах. Оригинальная кассета рассчитана на получение 10 цветных фотографий, современные — 8, с размером кадра 78×79 мм. Лабораторная обработка не требуется, проявление начинается сразу после экспонирования в фотоаппарате и заканчивается на свету́ через несколько минут после извлечения снимка из аппарата.
- Фотокарточка на фотоматериале «Polaroid 600 film» выглядит как цветное позитивное изображение между тонкими гибкими пластмассовыми листами, заключённое в рамку из тонкого картона. В картонной рамке также содержится проявляющая паста в герметичной капсуле.
- Корпус — из ударопрочной пластмассы, с встроенной фотовспышкой на поворотном кронштейне.
- В нижней части корпуса находится откидная крышка для загрузки кассеты «Polaroid 600 film». После закрывания крышки автоматически включатся электропривод и через щель в крышке извлекалась защитная карточка кассеты от засветки. Фотоаппарат готов к съёмке.
- В кассете находится и электрическая батарея для питания электропривода, фотовспышки и экспонометрического устройства[2].
- Тип оптической системы объектива инструкцией не оговаривался, линзы пластмассовые, без просветления. Относительное отверстие f/14,6, фокусное расстояние 109 мм. Минимальное значение диафрагмы — f/45.
- Простейший однолинзовый объектив сфокусирован на гиперфокальное расстояние, обеспечивая глубину резкости от 1,2 метра до «бесконечности»[3]. Предусмотрена возможность изменить этот диапазон до расстояний от 0,6 до 1,2 м введением насадочной линзы рукояткой на передней панели камеры.
- Свет, пройдя через съёмочный объектив, попадает на пентазеркало, которое переворачивает изображение.
- Фотографический затвор — центральный электронноуправляемый затвор-диафрагма, двухлепестковый, с квадратным отверстием диафрагмы.
- Диапазон выдержек от 1/200 сек до 1/3 сек.
- Видоискатель оптический, параллаксный. При выдвижении насадочной линзы в поле зрения видоискателя появляется рамка с видимым овалом. Этот овал при визировании наводится, например, на лицо человека, так, чтобы оно как бы «заполняло собой» этот визир— в данном случае фокусировка для портретной съёмки оптимальна.
- После перемещения корпуса фотовспышки (поворота кронштейна) из транспортного положения в рабочее начинается её зарядка, окончание зарядки и готовность к работе аппарата обозначаются постоянным горением светодиода зелёного цвета. До окончания зарядки фотовспышки электроника не позволяет сработать фотографическому затвору.
- Фотоаппараты «Polaroid 636 Closeup» и «Polaroid Supercolor 635CL» — программные автоматы. Изменить сочетание выдержка-диафрагма невозможно. Имеется возможность экспокоррекции — при помощи рукоятки на передней панели аппарата происходит диафрагмирование фоторезистора экспонометрического устройства. При этом вблизи поля зрения видоискателя появляется предупреждающий сигнал.
- После визирования производится съёмка — с фотовспышкой или без неё. Для фотографирования без фотовспышки используется дополнительная спусковая кнопка, расположенная за основной.
- Немедленно после нажатия на спусковую кнопку и съёмки электропривод извлекает фотоснимок из камеры. При извлечении снимок проходит между валиками, капсула с проявителем раздавливается, сам проявитель как бы «размазывается» ровным слоем между листами и начинается процесс проявления. Свежеизвлечённый снимок не рекомендуется подвергать действию яркого све́та в течение нескольких минут — до полного окончания проявки. Также не рекомендуется пользоваться фотоаппаратами «Полароид» при температуре окружающей среды ниже 13 °C во избежание некачественной проявки.
- Автоматический счётчик кадров показывает оставшееся количество снимков.
- При приведении фотовспышки в транспортное состояние насадочная линза автоматически убирается с объектива.
- На фотоаппаратах «Полароид» в стандартной комплектации имелся ремешок для переноски из синтетического материала.
- Автоспуск и штативное гнездо отсутствуют.

## Галерея

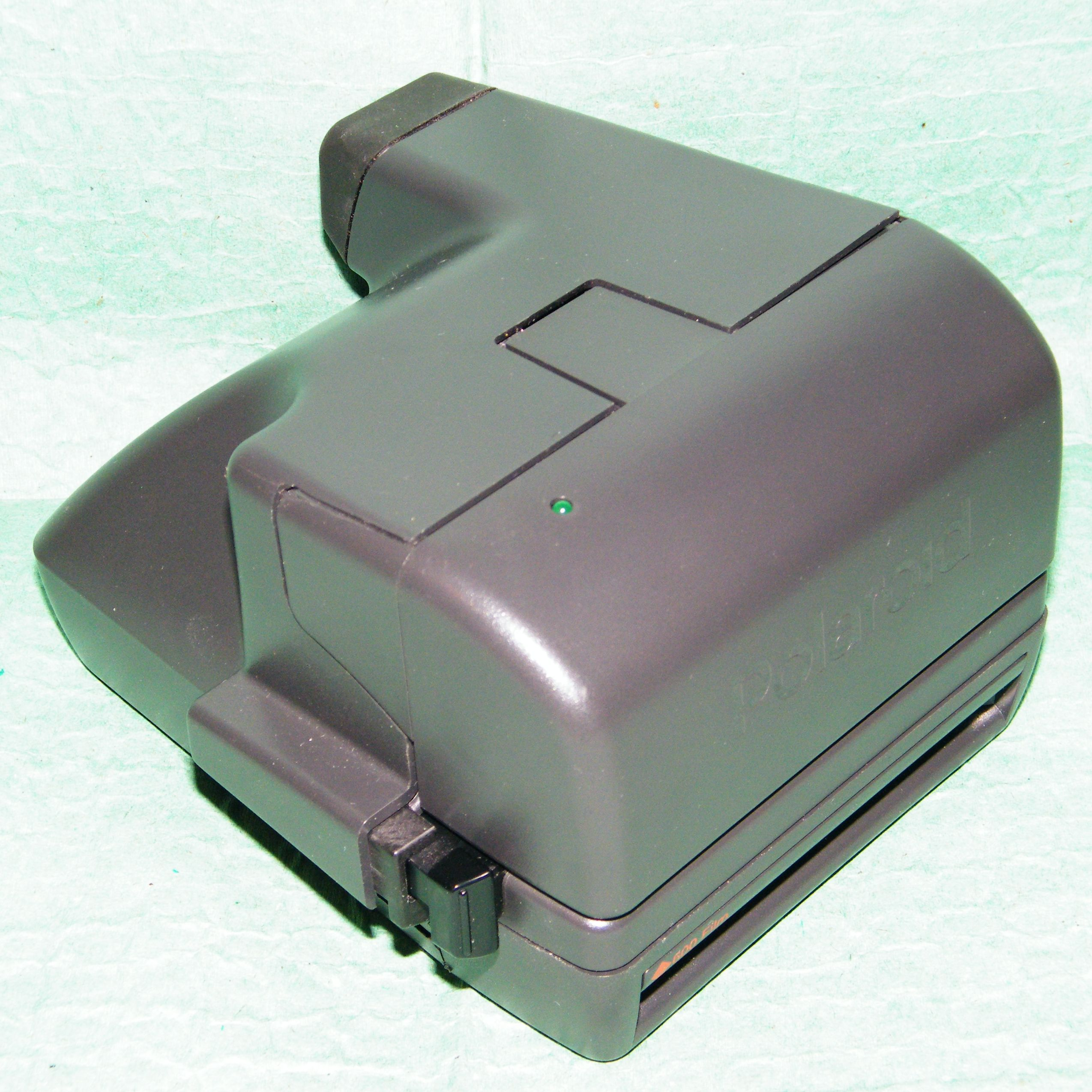
«Polaroid 636 Closeup», транспортное состояние.
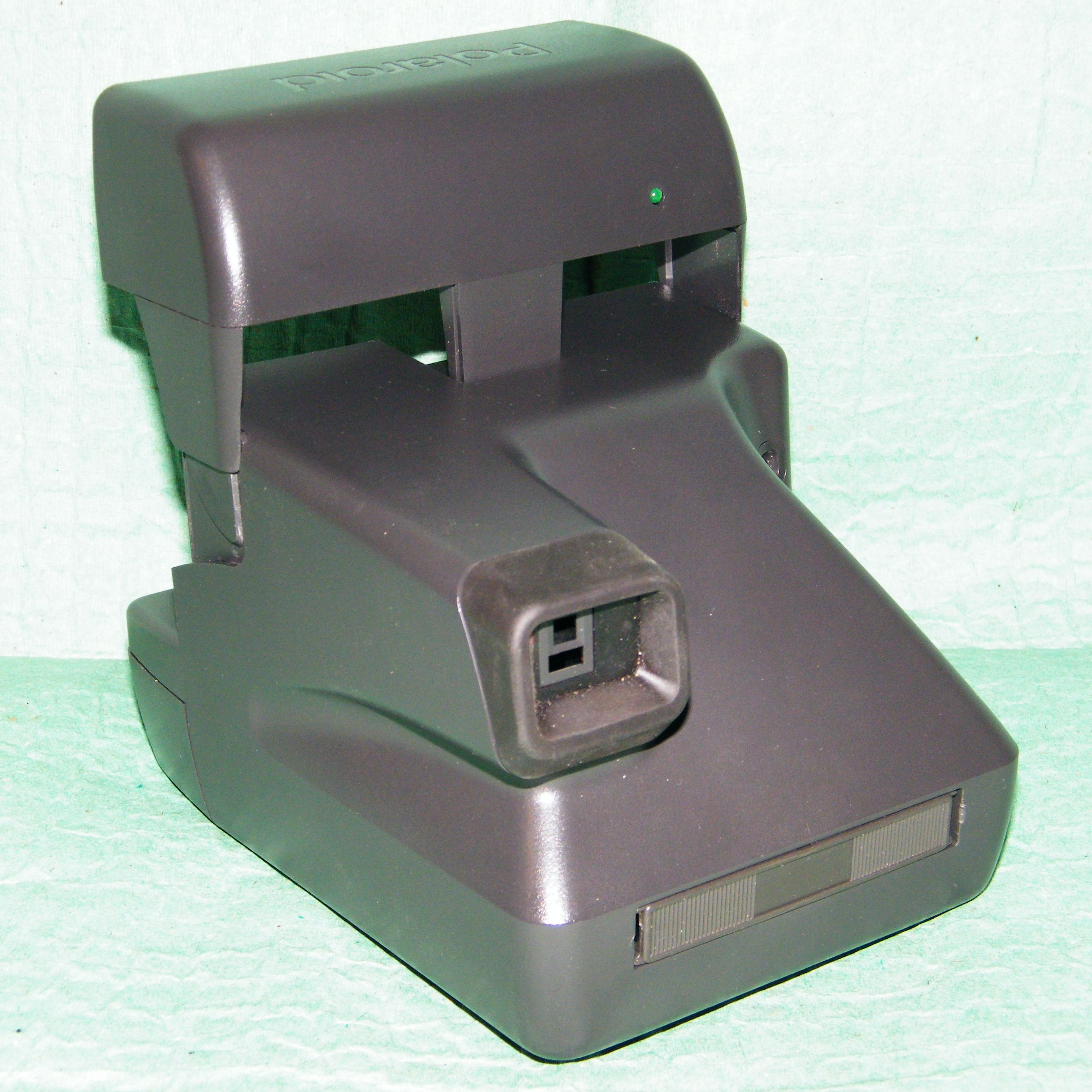
«Polaroid 636 Closeup», вид сзади.
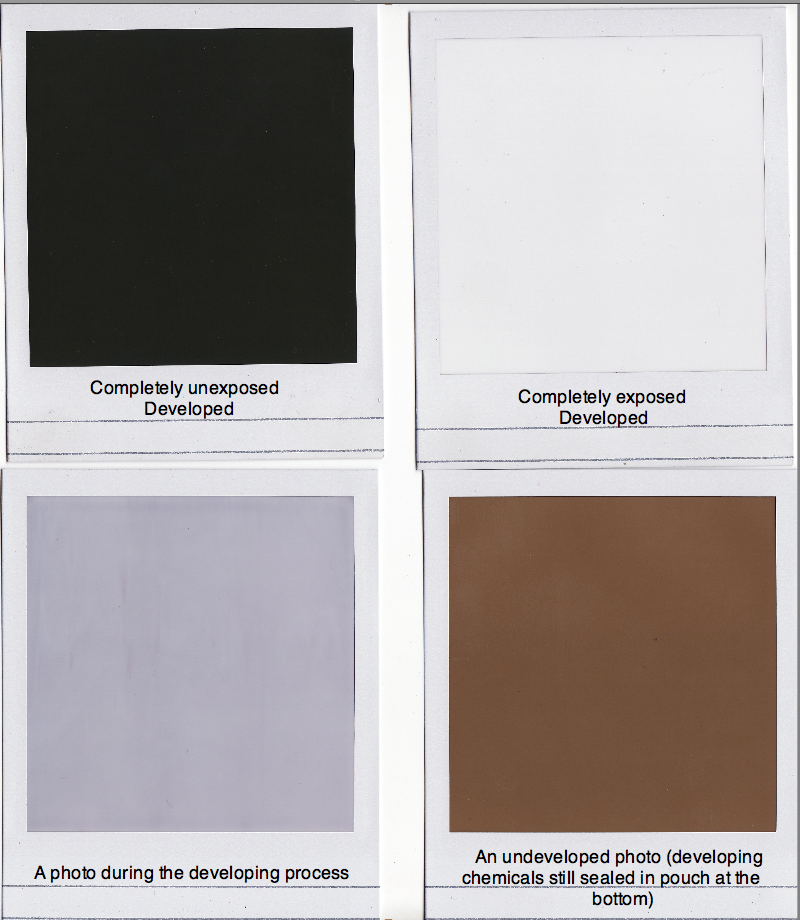
Снимок «Полароид» на разных стадиях проявления.
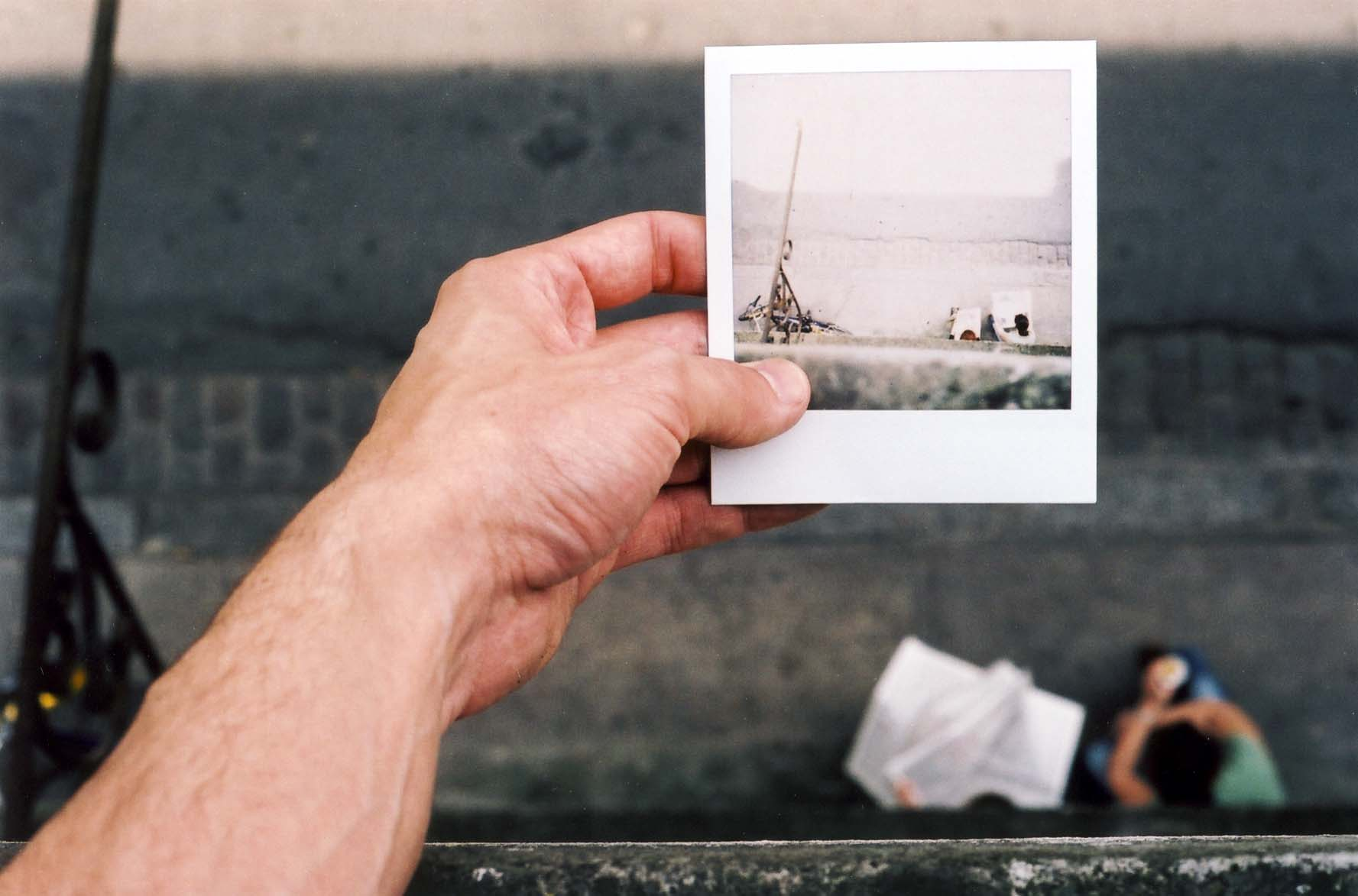
Снимок, сделанный аппаратом «Полароид».